# The Lost Sheep (film 1909)
The Lost Sheep è un cortometraggio muto del 1909 diretto da Van Dyke Brooke.

## Trama
Una giovane impiegata abbandona la casa e gli amici per l'ignoto, solo per trovarsi ben presto sola, abbandonata da chi l'ha portata via. Ritornata a casa, viene perdonata e giura a sé stessa che non farà mai più lo sbaglio di lasciare i vecchi amici per il nuovo.

## Produzione
Il film fu prodotto dalla Vitagraph Company of America.

## Distribuzione
Distribuito dalla Vitagraph Company of America, il film - un cortometraggio di 182 metri - uscì nelle sale cinematografiche statunitensi il 24 aprile 1909.
Nelle proiezioni, veniva programmato con il sistema dello split reel, accorpato in un'unica bobina con un altro cortometraggio prodotto dalla Vitagraph, A Faithful Fool.